# Ofensiva militar turca del Cantó d'Afrin
Es coneix com a Invasió turca del cantó d'Afrin a l'operació iniciada el gener de 2018, quan els militars turcs van començar una nova invasió al Cantó d'Afrin, Síria, nomenada per Turquia com l'Operació Branca d'Olivera (en turc: Zeytin Dalı Harekâtı). L'objectiu de l'ofensiva és treure del poder el Partit de la Unió Democràtica (PYD), les Unitats de Protecció Popular (YPG), les Unitats Femenines de Protecció (YPJ) i les Forces Democràtiques de Síria (SDF) que controlen el Cantó d'Afrin. Turquia també diu que està lluitant contra l'Estat Islàmic (EI). Afrin i els seus voltants són reclamats per la Federació Democràtica del Nord de Síria - Rojava com la regió d'Afrin.
El president turc, Recep Tayyip Erdoğan, va dir el dia que l'operació a Afrin seria seguida d'una intervenció a la ciutat de Manbij, que les forces kurdes van alliberar d'EI el 2016. Les YPG, junt a les YPJ, van anunciar que protegirien la gent d'Afrin i respondria a l'exèrcit turc. Des del gener, desenes de civils han estat assassinats en el transcurs de l'operació.
La comunitat internacional, inclosos els Estats Units, França i Rússia, ha expressat la seva preocupació per l'operació. I s'han realitzat manifestacions contra l'operació a Turquia i a diverses ciutats de tot el món. Erdogan ha dit que hi haurà un "preu elevat" per a aquells que protestin.

## Context
L'ofensiva es va germinar en un moment de màxima tensió entre el govern de Turquia i dels Estats Units sobre el suport que aquest últim havia promès a les Forces Democràtiques sirianes, integrades en gran part per combatents kurds de les Unitats de Protecció Popular (YPG). El govern estatunidenc va prometre entrenar i equipar 30.000 combatents de les forces kurdes, que Turquia considera la branca siriana del Partit dels Treballadors del Kurdistan i una amenaça directa per a la seva seguretat.
"Un país al que anomenem aliat insisteix en formar un exèrcit terrorista a les nostres fronteres ... Què pot ser l'objectiu d'aquest exèrcit terrorista sinó és Turquia? La nostra missió és estrangular-ho abans que neixi." Recep Tayyip Erdoğan, gener de 2018.
Els dies previs a l'operació, l'Exèrcit de Turquia i l'Exèrcit Lliure de Síria (FSA) van intercanviar foc d'artilleria contra membres de les YPG prop d'Afrin. Aquestes, com a resposta van bombardejar la ciutat d'Azaz, controlada pel FSA.
El 21 de gener, Erdoğan va advertir que qualsevol persona a Turquia, kurd o no, que protestés contra l'operació pagaria un «alt preu». El 29 de gener es va fer públic que 311 persones havien sigut detingudes a Turquia acusades de "propaganda terrorista" per fer comentaris en contra de l'operació militar en les xarxes socials.

### Anàlisi
L'ajuda dels Estats Units al rearmament de la coalició kurd-àrab no va ser ben vista ni per Rússia ni per Turquia. Bakhtiar Amin, ex ministre kurd iraquià, va afirmar que aquest desacord va provocar un pacte entre ambdós governs, consistent en la retirada de les tropes russes de la regió d'Afrin a canvi de deixar pas a l'exèrcit sirià a la zona d'Idleb, últim enclavament en mans de l'oposició jihadista. D'aquesta manera, segons els analistes Hassan Hassan i Kyle Orton, Estats Units deixaria actuar Turquia en el seu afany de crear una "franja de seguretat" a la frontera amb Síria, i així de pas derrotar els kurds. Per altra banda, Rússia i el govern sirià podrien destinar els últims esforços en capturar l'última regió sota control islamista i desgastar les tropes kurdes, en vista a futures negociacions sobre l'organització del país un cop finalitzada la guerra.

### Polèmica
El secretari de defensa dels Estats Units, James Mattis, va confirmar als mitjans de comunicació que Turquia havia avisat a Washington abans d'iniciar l'ofensiva. Segons analistes internacionals, aquesta afirmació deixaria en dubte el pacte entre les FDS i l'exèrcit dels Estats Units d'armar i formar a 30.000 combatents. El President Donald Trump, en una trucada telefònica amb Erdoğan, el 24 de gener, va negociar l'aturada de l'ofensiva per tal d'evitar mals majors amb el principal aliat de les forces estatunidenques a Síria. Tot i això, l'OTAN va declarar entendre les inquietuds en termes de seguretat a la frontera amb Síria, cosa que es va entendre com un recolzament implícit a l'ofensiva.
Per altra banda, les tropes russes establertes al territori d'Afrin van començar a retirar-se dies abans de l'ofensiva. Segons diversos mitjans de comunicació, Turquia no podria haver iniciat aquesta operació sense el vist-i-plau de Moscou i, per tant, de l'Iran i del mateix govern sirià. Sergey Lavrov, ministre d'assumptes exteriors de Rússia, va negar l'aprovació per part de l'armada russa de l'ofensiva. No obstant això, segons Al-Monitor, la utilització de l'espai aeri sirià per part de més de 100 jets turcs per bombardejar territori kurd no hauria estat si no s'hagués produït una retirada de les tropes russes dies abans.

## L'ofensiva
El govern turc va anunciar formalment el començament de l'ofensiva el 19 de gener de 2018, quan el ministre turc de Defensa, Nurettin Canikli, va afirmar que "l'operació ha començat de facto amb el bombardeig transfronterer". No va afegir, però, que diverses tropes havien travessat ja la frontera i entrat al Cantó d'Afrin. Hores més tard, Turquia va intensificar el seu bombardeig. Les Unitats de Protecció Popular (YPG) i les Unitats Femenines de Protecció (YPJ) van afirmar que havien estat llençades fins a 70 bombes durant la nit. L'endemà, avions de combat turcs van realitzar atacs aeris al districte fronterer, contra posicions les YPG/YPJ.
L'Observatori Sirià pels Drets Humans (SOHR per les seves sigles en anglès) va afirmar que 14 persones en un hospital psiquiàtric havien estat ferides a causa dels bombardejos de les Forces Democràtiques de Síria (FDS). Mitjans de comunicació turcs van informar que 20 autobusos havien creuat el pas fronterer d'Öncüpınar amb grups de rebels sirians. Un fotògraf de l'agència AFP va declarar que 30 autobusos més havien travessat el pas fronterer de Cilvegözü amb més combatents.
Un dia després, el 20 de gener, l'agència de notícies Hawar (pro kurda) va informar que els combatents de l'Exèrcit dels Revolucionaris al Cantó de Shahba havien matat 4 combatents pro turcs i n'havien ferit a 5, en resposta als bombardejos amb morters i obusos contra cases de població civil. Addicionalment, les YPG van disparar coets a les ciutats frontereres turques Kilis i Reyhanli, on almenys un civil va morir i diverses persones van resultar ferides. Turquia va anunciar, el mateix dia 20, que havien realitzat fins a 150 bombardejos a diferents objectius d'Afrin.

### Negociacions
Al llarg dels dies que dura l'ofensiva s'han anat publicant diferents notícies sobre suposades negociacions en totes direccions.
El 24 de gener, el president Donald Trump, en una trucada telefònica amb el president Erdoğan, va negociar una aturada de l'ofensiva per tal d'evitar mals majors amb el principal aliat de les forces estatunidenques a Síria.

Dijous dia 25 de gener, l'administració del Cantó d'Afrin va emetre un comunicat oficial demanant a l'exèrcit sirià que intervingués en defensa de la sobirania de Síria:
"Nosaltres, com Administració Autònoma Democràtica d'Afrin, confirmem una vegada més que la regió d'Afrin és un dels territoris indivisibles de Síria. Les Unitats de Defensa Popular que van emprendre la defensa de la nostra regió estan lluitant des de fa 6 anys, per evitar que els terroristes d'Estat Islàmic, Al-Qaeda i d'altres grups terroristes similars, estableixin el domini sobre aquesta regió i les terres sirianes, i per protegir la integritat territorial i les institucions nacionals de Síria.
Aquesta part de Síria s'enfronta un atac de Turquia en aquest moment. Aquest atac constitueix una seriosa amenaça contra la integritat territorial de Síria, el dret a la vida i la seguretat de la població civil de la regió d'Afrin. Aquesta actitud hostil busca prendre una altra part de les terres sirianes i envair la regió de Afrin.
Confirmem un cop més que resistirem aquests atacs bàrbars contra Afrin i ens oposarem als intents de Turquia d'envair la regió. Esperem que l'estat sirià compleixi amb les seves responsabilitats i protegeixi Afrin, i les seves pròpies fronteres de Turquia. Recordem a Síria seva responsabilitat, que no s'ha complert, tot i haver fet una declaració oficial sobre aquest tema, i demanem a Síria que faci un pas per protegir la regió de l'atac d'invasió de Turquia. L'administració siriana ha de desplegar adequadament les seves forces armades a la regió i complir amb les seves responsabilitats per a la protecció de la regió de Afrin." Administració del Cantó d'Afrin.
Les Forces Armades turques van anunciar, en un comunicat a la seva pàgina web, que l'objectiu de la missió era restablir la seguretat i l'estabilitat a les fronteres i regió, per eliminar els terroristes del PKK, KCK, PYD, les YPG i EI.

### Comença l'ofensiva a gran escala
El 21 de gener de 2018, els mitjans estatals turcs van declarar que les forces terrestres turques començaven a desplaçar-se cap Afrin i que havien avançat fins a 5 quilòmetres en territori sirià. SOHR va informar que les tropes turques s'havien enfrontat amb les milícies kurds a les fronteres nord i occidental d'Afrin i entrant a les ciutats de Shankil i Adah Manli a l'oest. L'endemà les forces turques van anunciar la captura de set poblacions, tot i que les YPG va aconseguir recuperar-ne dues. El mateix dia l'exèrcit turc va confirmar la mort del seu primer soldat en els combats.
El 23 de gener, els guanys territorials de les forces recolzades per Turquia encara eren limitats. Tots dos bàndols van declarar haver causat nombroses baixes a l'adversari. Mentrestant, uns 5.000 civils van fugir de les poblacions caigudes en mans de l'exèrcit turc a les zones frontereres, traslladant-se a les àrees centrals de la regió d'Afrin.
El 28 de gener, les forces pro-turques van aconseguir la seva primera gran victòria capturant la muntanya Barsaya, després de diversos intents fallits. L'endemà, es va dir que els kurds havien recuperat Barsaya, tot i que Turquia ho va negar, i enviar el tinent general İsmail Metin Temel, líder de l'operació.
A principis de febrer, algunes faccions rebels que combatien en nom de l'exèrcit turc es van retirar d'Afrin per combatre l'exèrcit sirià en d'altres fronts.
El 6 de febrer, un comboi d'altres punts de Rojava va desplegar més combatents a Afrin, així com membres iazidites de les YBŞ i YJÊ, transitant per territoris controlats per l'exèrcit sirià.
El 19 de febrer, l'agència de notícies àrab siriana (SANA) va informar que el govern sirià havia arribat a un acord amb les YPG a Afrin. Mevlüt Çavuşoğlu, FM turc, va donar la benvinguda a les forces sirianes si volien lluitar contra les YPG, afirmant: "Si és així, no hi ha cap problema. Però si estan entrant [a Afrin] per protegir les YPG / PKK, ningú podrà aturar l'exèrcit turc". Nuri Mahmoud, portaveu de les YPG, va comunicar a Al Jazeera que havien demanat a les forces del govern sirià "preservar la unitat de Síria", però va negar haver arribat a cap acord.

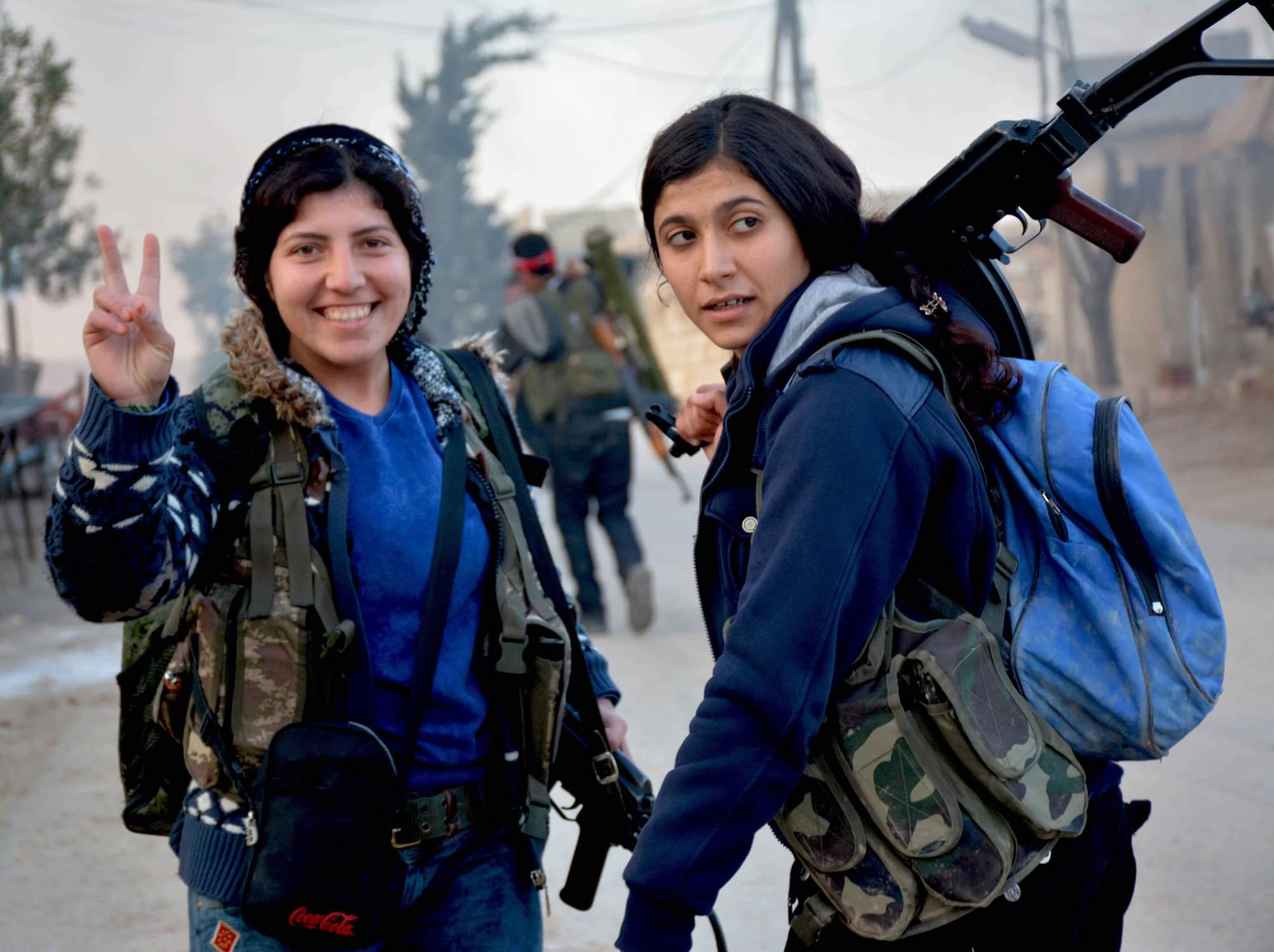
Lluitadores de les Unitats de Protecció de les Dones (YPJ) durant l'ofensiva.

El 20 de febrer, Erdoğan va declarar que Turquia havia frustrat el possible desplegament de forces del govern pro-sirià a l'àrea d'Afrin després d'una conversa amb el president rus Vladímir Putin. Mentrestant, el ministre de Relacions Exteriors de Rússia, Sergei Lavrov, va dir que la situació a Afrin es podria resoldre mitjançant un diàleg directe entre Damasc i Ankara. El mateix dia, les forces recolzades per Turquia van enllaçar Bulbul amb Azaz, després de controlar el poble de Deir al-Sawan.
El mateix dia 20, es van començar a desplegar les milícies anomenades "Forces Populars", pro govern sirià, i van ser tirotejades per forces turques. Segons l'agència Anadolu es van retirar després dels trets d'advertència, però SANA no va esmentar cap retirada. Erdoğan va afirmar que les milícies van ser repel·lides per l'artilleria turca, i va afegir que el comboi estava format per "terroristes" que actuaven de forma independent.
L'ex copresident del PYD, Salih Muslim Muhammad, per la seva banda, va negar qualsevol acord polític amb el govern sirià, afirmant que l'acord sobre Afrin era merament militar. Els mitjans estatals sirians van anunciar el 21 de febrer l'arribada de més forces recolzades pel govern sirià.

### Fase final

Evolució de la invasió dia a dia

El 3 de març, les forces armades turques van confirmar haver capturat algunes zones de Rajo, una de les fortaleses kurdes més importants de l'Afrin occidental. TFSA també va reclamar la captura de sis poblacions a les rodalies de Rajo. Les FDS van confirmar que les forces pro turques havien entrat a la ciutat i que els enfrontaments continuaven durant el matí. El 5 de març, SOHR va confirmar la caiguda definitiva de la ciutat, després de dos dies de forts enfrontaments i bombardejos de l'aviació turca.
El 6 de març, les FDS van anunciar el desplegament de 1.700 combatents de Deir ez-Zor a Afrin. Entre el 8 i el 9 de març, el TFSA i l'exèrcit turc van capturar Jandairis arribant als afores de la ciutat d'Afrin el 10 de març. El 13 de març, Turquia va anunciar que les seves forces estaven en condicions d'atacar la ciutat. L'endemà, set civils van ésser assassinats en bombardejos turcs a Afrin. Entre vuit i deu combatents kurds van morir en diversos altres atacs aeris al sud de la ciutat.
El 18 de març, al matí van començar a sortir les primeres notícies que afirmaven que les forces recolzades per Turquia controlaven el centre de la ciutat. Després de la captura d'Afrin, que havia estat abandonada per la majoria dels seus habitants (es calcula que la van abandonar més de 150.000 persones en 48 hores), els lluitadors recolzats per Turquia van començar a saquejar la ciutat. En resposta, el portaveu de la presidència turca, İbrahim Kalın, va dir que es prendrien les mesures necessàries per fer front a aquest tema. El 19 de març, el ministeri d'Afers Exteriors de Síria va exigir que Turquia es retirés immediatament d'Afrin, i va exigir en dues cartes enviades al secretari general de l'ONU que l'ocupació turca de la ciutat era "il·legal i contradiu els principis i propòsits de la Carta de les Nacions Unides i dret internacional."

## Drets humans
Segons Human Rights Watch (HRW), els guàrdies fronterers turcs van disparar indiscriminadament als refugiats que intentaven fugir de la zona del conflicte a Turquia. Diversos testimonis sol·licitants d'asil van afirmar haver estat copejats, havien abusat d'ells i se'ls havia denegat atenció mèdica. HRW va demanar a Turquia que respectés el principi de no repoblament, que prohibeix rebutjar els sol·licitants d'asil a les fronteres quan això els exposa a l'amenaça de persecució i tortura. Un alt representant del govern turc va denegar l'informe el dissabte.
HRW també va criticar Turquia per no prendre les precaucions necessàries per evitar baixes civils en diverses ocasions. L'informe citava específicament tres atacs que van deixar 26 civils morts, 17 dels quals eren nens. Tanmateix, HRW va assenyalar que aquests atacs es van realitzar prop de granges habitades i refugis civils, afegint que eren una violació del dret internacional: "Turquia hauria d'investigar aquests atacs, fer públics els resultats i proporcionar una compensació adequada a les víctimes civils o a les seves famílies."
Amnistia Internacional, per la seva banda, va informar que els civils eren assassinats per l'exèrcit turc a causa dels bombardejos indiscriminats sobre zones civils, un acte que violava el dret internacional. Segons Amnistia, els civils van ser sotmesos a bombardejos indiscriminats que duraven hores. Amnistia també va informar del bombardeig de les YPG a Azaz, tot i que aquestes accions no van causar cap baixa civil. Lynn Maalouf, d'Amnistia Internacional va declarar: "L'ús de l'artilleria i altres armes explosives imprecises en zones civils està prohibit pel dret internacional humanitari i totes les parts han de cessar immediatament aquests atacs".

### Bombardejos sobre zones civils
El 19 de gener de 2018, l'Observatori sirià per als drets humans (SOHR) va assenyalar que 14 persones en un hospital psiquiàtric d'Azaz, una ciutat sota control rebel pro turc, havien resultat ferides a causa dels bombardejos de les Forces Democràtiques de Síria (FDS), en resposta als bombardejos d'artilleria turca. Un portaveu de les FDS va negar l'acusació.
Menys d'una setmana després d'haver-se iniciat l'operació, Redur Xelil, oficial sènior de les FDS, va afirmar que almenys 66 civils havien estat assassinats en bombardejos aeris i d'artilleria per forces turques i van acusar Turquia de cometre crims de guerra.
Els mitjans de comunicació sirians i els lluitadors kurds van acusar les forces turques de bombardejar d'escoles. SOHR també va declarar que Turquia havia bombardejat la principal planta d'aigua de la ciutat d'Afrin, que subministrava aigua a més de 100.000 civils. Turquia va negar les informacions.
El 22 de febrer, diversos atacs aeris turcs van matar a 13 civils, inclosos diversos nens. SOHR va anomenar el bombardeig una "massacre".
El 5 de març, bombardejos aeris turcs van assassinar 13 civils. Els morts incloïen dues criatures.

### Armament químic
A finals de gener de 2018, funcionaris kurds van acusar Turquia de llençar napalm, arma prohibida pel dret internacional, durant la intervenció. No obstant això, la comunitat internacional no va realitzar cap verificació independent d'aquesta reclamació.
El 16 de febrer, Turquia va ser acusada per les YPG d'un atac amb gas químic que va ferir diverses persones a Afrin. SOHR va confirmar l'atac i va afegir que hi havia diverses persones amb dificultats respiratòries. A més, l'agència de notícies estatal siriana SANA, citant un metge en un hospital d'Afrin, també va esmentar l'atac.

### Humiliacions i assassinats aleatoris
Diversos vídeos van anar apareixent mostrant rebels turcs mutilant els cossos dels lluitadores i lluitadors de les YPG. Un d'aquests vídeos mostrava el cos mutilat d'un lluitadora morta de les YPJ amb els seus pits tallats. Rami Abdulrahman, el cap del SOHR, va confirmar i condemnar l'acte anomenant-lo un acte "és més brutal i més lleig que Estat Islàmic, que no mutilen cossos com aquest".
Un altre vídeo va sorgir a les xarxes socials on es mostrava soldats turcs trepitjar el cadàver d'un membre de les YPG i d'altres que mostraven als soldats turcs amenaçant civils kurds mentre els interrogaven.

### Neteja ètnica
Els combatents jihadistes recolzats per Turquia, van realitzar un vídeo on amenaçaven amb tallar els caps dels kurds, considerats "infidels". Rami Abdulrahman, cap de l'Observatori de Drets Humans de Síria, va confirmar la veracitat del vídeo i va afegir que "si Afrin cau en mans dels combatents jihadistes amb suport turc, hi ha una gran preocupació per la neteja ètnica dels kurds la zona".

## Reaccions internacionals

### Membres de l'ONU
- Síria: El Ministeri d'Afers Exteriors sirià va condemnar "l'agressió turca contra la ciutat d'Afrin" i el president del Govern Baixar al-Àssad va denunciar la invasió turca com a terrorisme.[100][101]

- Alemanya: El Ministre d'Afers Exteriors alemany va dir que "Turquia té interessos legítims de seguretat al llarg de la seva frontera amb Síria, esperem que Turquia continuï exercint polítiques i restriccions militars". Breul va afegir que Alemanya creu que l'enfocament de les activitats militars al nord de Síria han de recaure a Estat Islàmic i les organitzacions terroristes vinculades a la regió.[102]

- Azerbaidjan: El portaveu del Ministeri de Relacions Exteriors, Hikmət Hacíyev, va dir que Azerbaidjan comprenia les preocupacions de seguretat de Turquia contra la "amenaça de terror". Hacíyev també va afirmar: "Azerbaidjan, que va patir el terrorisme, condemna totes les formes i manifestacions del terrorisme i recolza els esforços de la comunitat internacional en la lluita contra aquesta amenaça".[103]

- Bulgària: El President de Bulgària va condemnar l'operació turca i va demanar a la Unió Europea que intervingués i l'aturés.[104][105]

- Egipte: Egipte va condemnar l'operació militar de Turquia a la regió d'Afrin i va declarar que era una amenaça seriosa per a la sobirania de Síria.[106]

- Estats Units: Un portaveu del Pentàgon va declarar: "Animem a totes les parts a evitar l'escalada [de tensió] i centrar-se en la tasca més important de derrotar a EI". El portaveu va afegir que els Estats Units comprenen les preocupacions de Turquia pel PKK, però voldrien veure una reducció de la violència i, en lloc d'això, centrar-se en la lluita contra EI.[107] Rex Tillerson va afegir que els Estats Units estan "molt preocupats" i que l'operació ha de romandre limitada en el seu abast i ha de mostrar restricció.[108]

- França: el Ministre d'Afers Exteriors francès, Jean-Yves Le Drian, va demanar una reunió d'emergència al Consell de Seguretat de l'ONU.[109]

- Iran: un portaveu del Ministeri de Relacions Exteriors va declarar que l'Iran esperava que aquesta operació s'acabés immediatament per evitar aprofundir la crisi a les regions frontereres entre Turquia i Síria.[110]

- Iraq: el govern iraquià va condemnar l'operació militar turca. El ministre d'Afers Exteriors iraquià, Ibrahim al-Jaafari, va afirmar que "ens oposem a la intervenció de qualsevol estrangera en els assumptes d'altre país".[111]

- Països Baixos: el ministre d'Afers Exteriors neerlandès, Halbe Zijlstra, va dir que Turquia tenia dret a defensar-se a la seva frontera, però al mateix temps va demanar que mostrés precaució. També va esmentar que l'ofensiva turca a Afrin tindria impacte en la lluita conjunta contra l'EI, ja que les YPG lluiten al costat de la coalició internacional contra Estat Islàmic. En cas de no obtenir la informació adient sobre l'operació, afirma que demanarà més claredat a la propera reunió de l'OTAN.[112]

- Qatar: el portaveu del Ministeri d'Afers Exteriors, Lulwah Rashif Al-Khater, va donar suport a l'operació turca. Va afirmar: "l'operació militar turca estava motivada per preocupacions legítimes relacionades amb la seua seguretat nacional i la seguretat de les seues fronteres, així com per protegir la integritat territorial de Síria del perill de secessió".[113]

- Regne Unit: Boris Johnson, secretari d'Estat de Relacions Exteriors i Afers de la Commonwealth, va dir que estaven "observant els esdeveniments a Afrin de prop. Turquia té raó en voler mantenir les seves fronteres segures. Compartim l'objectiu de reduir la violència i centrar-se en la tasca més important: un procés polític a Síria que condueixi al final del règim Assad".[114]

- Rússia: el Ministeri de Relacions Exteriors de Rússia va declarar que Moscou estava seguint de prop la situació a Afrin i estava preocupat per les notícies sobre el compromís militar turc a la ciutat. El Ministeri de Defensa rus va dir que Rússia estava retirant les seves tropes d'Afrin, objectiu de l'ofensiva turca.[100]

- Suècia: La Ministra d'Afers Exteriors sueca Margot Wallström va cancel·lar la seua visita a Turquia, que estava prevista per a dues setmanes després, en protesta per la invasió turca d'Afrin.[115]

- Xipre: El Govern de la República de Xipre va condemnar la invasió de turca qualificant-la d'il·legal, i va afirmar que la crisi síria no pot ser resolta per vies militars.[116]

### Organitzacions supranacionals
- Unió Europea: L'Alt representant de la Unió Europea per a Afers exteriors i Política de Seguretat, Federica Mogherini, va dir que estava "extremadament preocupada" i buscaria conversar amb els oficials turcs. Així mateix, va afirmar que "un costat és l'humanitari -hem d'assegurar que l'accés humanitari estigui garantit i que la població civil no patisquen les activitats militars al camp de batalla", i que l'ofensiva "pot soscavar seriosament la represa de les converses a Ginebra, que és el que creiem que realment podria portar una pau i seguretat sostenibles per a Síria".[117]

- OTAN: La vicesecretària general de l'OTAN Rose Gottemoeller va dir que "entre tots els aliats de l'OTAN, Turquia és el més exposat a la inestabilitat i la incertesa provinent de l'Orient Mitjà". A més, va afirmar que l'OTAN se solidaritza amb Turquia en la lluita contra el terrorisme.[118]

### Actors regionals
- Coalició Nacional Siriana
  -  Coalició Tucmana de Síria: el portaveu Emin Bozoğlan va declarar: "Ens van informar que el grup terrorista PYD - PKK transferiran les seves armes a Raqqa, on solien treballar amb forces del règim durant anys". També va afirmar que Turquia hauria de "prendre" definitivament les mesures necessàries al respecte.[119]

- Unitats de Protecció Popular (YPG): Un portaveu de la milícia kurda va declarar que respondrien a la provocació turca, ja que els civils han estat atacats".[120][121] El comandament general de les YPG a Afrin va declarar: "Sabem que, sense el permís de les forces internacionals i, principalment, de Rússia, que té tropes a Afrin, Turquia no podria atacar utilitzant l'espai aeri de la regió. Per tant, entenem que Rússia és tant responsable com Turquia i és soci del crim turc que massacra civils.[122]

- Kurdistan iraquià: El Parlament del Kurdistan va condemnar l'operació militar turca a Afrin, demanant a Nacions Unides i la comunitat internacional que aturessin els atacs.[123]

## Danys en el patrimoni històric
El 28 de gener, el Departament d'Antiguitats de Síria, les FDS i l'Observatori Sirià per als Drets Humans van informar que les Forces Armades de Turquia van danyar significativament l'antic temple d'Ain Dara, de l'any 1300 aC. Síria va fer una crida a la pressió internacional sobre Turquia "per prevenir que jaciments arqueològics i culturals siguin atacats". Imatges per satèl·lit van confirmar que com a mínim la meitat del temple ha sigut destruïda.
El 18 de març, membres de l'exèrcit pro-turc van enderrocar una estàtua de Kawa, una figura mitològica de l'Iran, durant la captura d'Afrin. El 23 de març es va fer públic que els atacs aeris turcs havien destrossat diversos edificis patrimonials, incloent l'Església Julianus, considerada una de les més antigues esglésies cristianes del món, considerada patrimoni de la humanitat per la Unesco des de 2011. El govern Turc va negar-ne la responsabilitat.